# Cúp Algarve 2013
Cúp Algarve 2013 (tiếng Anh: Algarve Cup 2013), giải bóng đá giao hữu thường niên diễn ra tại Algarve, Bồ Đào Nha từ 6 đến 13 tháng 3 năm 2013. Hoa Kỳ là đội tuyển vô địch của giải.

## Thể thức
Tại vòng bảng, 12 đội được chia làm ba bảng. Bảng A và B gồm các đội cạnh tranh chức vô địch. Vòng phân hạng gồm năm trận đấu: trận tranh hạng nhất giữa các đội đầu bảng, tranh hạng ba giữa các đội nhì bảng, tranh hạng năm giữa các đội thứ ba; đội nhất bảng C gặp đội cuối bảng có thành tích tốt hơn trong hai bảng A và B để tranh hạng bảy; đội nhì bảng C gặp đội cuối bảng còn lại để tranh hạng 9, các đội thứ ba và tư bảng C đá trận tranh hạng 11.
- Giờ thi đấu là WET (UTC±0).

## Vòng bảng

### Bảng A
| Đội      | Tr | T | H | B | BT | BB | HS | Đ |
| -------- | -- | - | - | - | -- | -- | -- | - |
| Đức      | 3  | 2 | 1 | 0 | 4  | 1  | +3 | 7 |
| Na Uy    | 3  | 1 | 1 | 1 | 2  | 2  | 0  | 4 |
| Nhật Bản | 3  | 1 | 0 | 2 | 3  | 4  | −1 | 3 |
| Đan Mạch | 3  | 0 | 2 | 1 | 0  | 2  | −2 | 2 |

| Na Uy                     | 2–0     | Nhật Bản |
| ------------------------- | ------- | -------- |
| Hansen 8' · Hegerberg 16' | Báo cáo |          |

| Đan Mạch | 0–0     | Đức |
| -------- | ------- | --- |
|          | Báo cáo |     |

| Đức                     | 2–1     | Nhật Bản   |
| ----------------------- | ------- | ---------- |
| Faißt 7' · Marozsan 55' | Báo cáo | Tanaka 18' |

| Na Uy | 0–0     | Đan Mạch |
| ----- | ------- | -------- |
|       | Báo cáo |          |

| Đan Mạch | 0–2     | Nhật Bản                 |
| -------- | ------- | ------------------------ |
|          | Báo cáo | Kawasumi 17' · Ōgimi 41' |

| Đức                               | 2–0     | Na Uy |
| --------------------------------- | ------- | ----- |
| Okoyino da Mbabi 52' · Keßler 86' | Báo cáo |       |

### Bảng B
| Đội        | Tr | T | H | B | BT | BB | HS | Đ |
| ---------- | -- | - | - | - | -- | -- | -- | - |
| Hoa Kỳ     | 3  | 2 | 1 | 0 | 9  | 1  | +8 | 7 |
| Thụy Điển  | 3  | 1 | 2 | 0 | 8  | 3  | +5 | 5 |
| Trung Quốc | 3  | 1 | 1 | 1 | 2  | 6  | −4 | 4 |
| Iceland    | 3  | 0 | 0 | 3 | 1  | 10 | −9 | 0 |

| Hoa Kỳ                               | 3–0     | Iceland |
| ------------------------------------ | ------- | ------- |
| Buehler 48' · Boxx 62' · Wambach 75' | Báo cáo |         |

| Thụy Điển    | 1–1     | Trung Quốc     |
| ------------ | ------- | -------------- |
| Thunebro 59' | Báo cáo | Ren Guixin 32' |

| Hoa Kỳ                                                         | 5–0     | Trung Quốc |
| -------------------------------------------------------------- | ------- | ---------- |
| Leroux 13' · Krieger 33' · Rapinoe 46' · Press 64' · Engen 83' | Báo cáo |            |

| Thụy Điển                                                                    | 6–1     | Iceland          |
| ---------------------------------------------------------------------------- | ------- | ---------------- |
| Asllani 10', 47' · Thunebro 14' · Schelin 42' · Hammarström 45' · Moberg 64' | Báo cáo | Magnúsdóttir 86' |

| Trung Quốc    | 1–0     | Iceland |
| ------------- | ------- | ------- |
| Zeng Ying 63' | Báo cáo |         |

| Thụy Điển    | 1–1     | Hoa Kỳ     |
| ------------ | ------- | ---------- |
| Dahlkvist 4' | Báo cáo | Morgan 56' |

### Bảng C
| Đội        | Tr | T | H | B | BT | BB | HS | Đ |
| ---------- | -- | - | - | - | -- | -- | -- | - |
| México     | 3  | 2 | 0 | 1 | 4  | 1  | +3 | 6 |
| Hungary    | 3  | 1 | 1 | 1 | 3  | 2  | +1 | 4 |
| Wales      | 3  | 1 | 1 | 1 | 2  | 3  | −1 | 4 |
| Bồ Đào Nha | 3  | 1 | 0 | 2 | 2  | 5  | −3 | 3 |

| México      | 1–0     | Hungary |
| ----------- | ------- | ------- |
| Cuéllar 48' | Báo cáo |         |

| Bồ Đào Nha                 | 2–0     | Wales |
| -------------------------- | ------- | ----- |
| Fernandes 36' (ph.đ.), 74' | Báo cáo |       |

| Bồ Đào Nha | 0–2     | Hungary                 |
| ---------- | ------- | ----------------------- |
|            | Báo cáo | Vágó 27', 90+1' (ph.đ.) |

| Wales        | 1–0     | México |
| ------------ | ------- | ------ |
| Fishlock 11' | Báo cáo |        |

| Wales   | 1–1     | Hungary     |
| ------- | ------- | ----------- |
| Ward 5' | Báo cáo | Csiszár 76' |

| Bồ Đào Nha | 0–3     | México                                       |
| ---------- | ------- | -------------------------------------------- |
|            | Báo cáo | Rangel 17' · Garza 42' (ph.đ.) · Cuéllar 61' |

## Vòng phân hạng

### Tranh hạng 11
| Wales             | 1–1     | Bồ Đào Nha |
| ----------------- | ------- | ---------- |
| Fishlock 77'      | Báo cáo | Luís 90+3' |
| Loạt sút luân lưu |         |            |
|                   | 1–3     |            |

### Tranh hạng 9
| Hungary           | 1–4     | Iceland                                                              |
| ----------------- | ------- | -------------------------------------------------------------------- |
| Pádár 89' (ph.đ.) | Báo cáo | Gunnarsdóttir 11' · Hönnudóttir 54' · Ómarsdóttir 81' · Jessen 90+3' |

### Tranh hạng bảy
| México | 0–3     | Đan Mạch                              |
| ------ | ------- | ------------------------------------- |
|        | Báo cáo | Hoveson 45' · Harder 67' · Bukh 90+2' |

### Tranh hạng năm
| Nhật Bản  | 1–0     | Trung Quốc |
| --------- | ------- | ---------- |
| Ōgimi 67' | Báo cáo |            |

### Tranh hạng ba
| Na Uy                                                               | 2–2     | Thụy Điển                                                         |
| ------------------------------------------------------------------- | ------- | ----------------------------------------------------------------- |
| Hegland 39' · Hegerberg 90+1'                                       | Báo cáo | Asllani 15' · Göransson 46'                                       |
| Loạt sút luân lưu                                                   |         |                                                                   |
| Christensen · Bjånesøy · Isaksen · Stensland · Gulbrandsen · Kaurin | 5–4     | Hammarström · Thunebro · Holmberg · Göransson · Berglund · Moberg |

### Chung kết
| Đức | 0–2     | Hoa Kỳ          |
| --- | ------- | --------------- |
|     | Báo cáo | Morgan 13', 34' |